# Episodi di Turbo (seconda stagione)
La seconda stagione della serie televisiva Turbo, composta da 4 episodi, è stata trasmessa su Rai 2 dal 19 marzo al 16 aprile 2001.
| n° | Titolo               | Prima TV       |
| -- | -------------------- | -------------- |
| 1  | Delitto da copertina | 19 marzo 2001  |
| 2  | Delitti di provincia | 2 aprile 2001  |
| 3  | Delitto sul set      | 9 aprile 2001  |
| 4  | Le orme del delitto  | 16 aprile 2001 |